# Amal (organisatie)

Vlag van Amal

Amal (Arabisch: أمل harakat amal afkorting van: أفواج المقاومة اللبنانية, Afwaj al Muqawamah al Lubnaniyyah, d.i. Libanese Verzets Detachementen). De afkorting Amal betekent ook 'hoop'. Amal is een sjiitische organisatie in Libanon die streeft naar de emancipatie van de sjiieten in dat land.
Amal werd in 1975 (het jaar van het uitbreken van de Libanese Burgeroorlog) opgericht door de sjiitische geestelijke Imam Musa as-Sadr. as-Sadr was in Iran geboren, maar van Libanese afkomst. Hoewel de beweging sinds haar oprichting een eigen militie bezat, was haar oorspronkelijke doelstelling vreedzame emancipatie van de sjiieten. As-Sadr wees een militaire oplossing voor het Libanese conflict van de hand en weigerde aanvankelijk te participeren in de strijd. Deze pacifistische opstelling werd echter door veel sjiitische Libanezen niet gewaardeerd en zij sloten zich aan bij de Palestijnse PLO. In 1976 steunde Amal de Syrische inmenging in de strijd, omdat zij Syrisch militair ingrijpen als de enige oplossing zag. Israël en de VS steunden deze inmenging eveneens.
Tijdens een bezoek in 1976 aan Libië, verdween as-Sadr. De islamitische vleugel van Amal zag dit als een goddelijk teken. In hun ogen was as-Sadr de 'Verdwenen Imam'. Sinds de verdwijning van as-Sadr participeerde Amal in de burgeroorlog in Libanon. De religieuze trend binnen Amal werd versterkt na de Iraanse Revolutie, die in 1979 de Iraanse ayatollah Ruholla Khomeini aan de macht bracht.
Musa as-Sadr werd opgevolgd door Hussein al-Husseini. In 1980 nam Nabih Berri het voorzitterschap over en bekleedt deze positie tot op de dag van vandaag. Hij vertegenwoordigt de sjiieten in het Libanese leiderschap als voorzitter van het parlement.
In de vroege jaren tachtig was Amal de belangrijkste sjiitische organisatie in Libanon. Daarna werd die rol overgenomen door Hezbollah. Begin 1989 raakten beide organisaties met elkaar in oorlog. De leiders werden naar Damascus ontboden, waar ze onder bemiddeling van de Syrische en Iraanse ministers van Buitenlandse Zaken  een vredesverdrag sloten.
Amal heeft een eigen televisiestation, weekbladen en radiozenders. De hoogste organen van Amal zijn het politbureau en het Centraal Uitvoerende Comité.